# 금계초등학교
금계초등학교는 대한민국 경기도 고양시 일산동구에 있는 공립 초등학교이다.

## 학교 연혁
- 1994.09.26 금계초등학교 설립인가
- 1995.03.01 초대 안병두 교장부임
- 1995.03.01 금계초등학교 개교(10학급 264명)
- 1996.02.14 제1회 졸업(79명)
- 1997.03.02 병설유치원 설립(1학급 40명)
- 2014.02.19 제19회 졸업(98명, 누계 2,644명)
- 2014.03.01 18학급 편성(특별학급 2학급 포함)
- 2014.09.01 제8대 양규진 교장부임

## 학교 동문
이도현

## 참고 자료
- 금계초등학교 - 한국교육학술정보원 학교알리미